# Gaeton Fonzi
Gaeton Fonzi (* 10. Oktober 1935 in Philadelphia; † 30. August 2012 in Satellite Beach, Florida) war ein US-amerikanischer Journalist, der für seine Arbeiten über die Ermordung von John F. Kennedy bekannt ist.

## Leben
Fonzi verbrachte seine Jugend in West New York, New Jersey. Später studierte er Journalismus an der University of Pennsylvania in Philadelphia. Seine journalistische Karriere begann er bei der Delaware County Daily Times, bei der er bis zu seinem Militärdienst tätig war. Von 1959 bis 1972 arbeitete er hauptsächlich als Reporter und Redakteur für das Philadelphia Magazine, daneben für einige andere Zeitschriften, darunter The New York Times und Penthouse.
Nach dreijährigen Recherchen veröffentlichte er 1967 – zusammen mit anderen Autoren – einen Artikel über die illegalen Aktivitäten von Harry Karafin (1915–1973), einem preisgekrönten investigativen Journalisten, der mit The Philadelphia Inquirer verbunden war. Darin enthüllte er, dass dieser für mehrere Beiträge Bestechungsgelder erhalten hatte. Karafin wurde daraufhin entlassen und in 40 Fällen wegen Erpressung und Korruption verurteilt. 1970 veröffentlichte Fonzi ein Buch über Walter Annenberg und dessen Verlags-Imperium, zu dem auch The Philadelphia Inquirer gehörte.
1972 verließ er Philadelphia und zog nach Miami, wo er bei den Zeitschriften Miami Monthly und Gold Coast arbeitete.
1975 wurde er von Senator Richard Schweiker als Forscher für das Church Committee zu den Aktivitäten der US-Geheimdienste eingestellt. Ab 1977 arbeitete er außerdem für das House Select Committee on Assassinations (HSCA), das die Morde an John F. Kennedy (1963) und Martin Luther King (1968) untersuchte. Laut der New York Times erhielt Fonzi diese Stellung, weil er mehrere äußerst kritische Artikel über die Warren-Kommission geschrieben hatte und über deren Schlussfolgerung, dass Lee Harvey Oswald am 22. November 1963 als Einzeltäter gehandelt hatte.
Beim HSCA konzentrierte sich Fonzi auf die Rolle kubanischer Exilgruppen und deren Verbindungen zur CIA und der Mafia.
Im Zuge seiner Ermittlungen gelang es ihm auch, Oswalds Freund George de Mohrenschildt in Manalapan (Florida) ausfindig zu machen, dessen Haus er am Morgen des 29. März 1977 aufsuchte. Da er dort nur die Tochter Alexandra antraf, gab er dieser seine Visitenkarte. Sie riet ihm, ihren Vater gegen 20 Uhr anzurufen, da er dann zurück sein würde. Wenige Stunden später wurde Mohrenschildt jedoch erschossen aufgefunden, nach offizieller Darstellung aufgrund eines Selbstmords.
Fonzi veröffentlichte darüber einen Artikel im Magazin The Washingtonian vom November 1980, der bei der CIA den Verdacht weckte, er hätte eine Geheimhaltungsvereinbarung von 1978 verletzt, die er unterzeichnet hatte, um Zugang zu geheimen Akten zu erhalten. Die daraufhin eingeleitete Untersuchung gelangte zu dem Ergebnis, dass dies nicht der Fall war.
Der Artikel bildete später die Grundlage für sein 1993 erschienenes Buch The Last Investigation. Die New York Times schrieb darüber 2012, dass „Historiker und Forscher das Buch von Mr. Fonzi als eines der besten der etwa 600 veröffentlichten Bücher über die Ermordung Kennedys betrachten können, und dass es Zweifel an der Bereitschaft der Regierung weckt, alles mitzuteilen, was sie wusste“.

## Privatleben
Gaeton Fonzi und seine Frau, Dr. Marie Fonzi, mit der 55 Jahre verheiratet war, hatten vier Kinder. Er war ein begeisterter Segler und lebte die letzten Jahre in Florida.

## Publikationen (Auswahl)
- The Warren Commission, the Truth and Arlen Specter, in: Greater Philadelphia Magazine, 1. August 1966, S. 38–45, 79–88, 91 (Digitalisat)
- Annenberg: A Biography of Power, Weybright and Talley, 1970
- Who Killed JFK?, in: The Washingtonian, November 1980, S. 157–192 (Digitalisat)
- The Last Investigation, New York: Thunder’s Mouth Press, 1993; ISBN 1-56025-052-6